# Emericzy Andor
Emericzy Andor (Igló, 1878. július 22. – Budapest, Ferencváros, 1910. május 3.) festőművész.

## Életútja
Emericzy Géza és Máday Etelka fia. Középiskolai tanulmányait a Magyar Királyi Tanárképző Intézeti Gyakorló Főgimnáziumban végezte (1896), s utána mindjárt Münchenbe ment, a Fehr-féle magánrajziskolába. Félév múlva felvették a Müncheni Képzőművészeti Akadémiára, ahol 1901-ig maradt és több alkalommal részesült kitüntetésben. Münchenből hazatérve, az államtól kapott megbízást két másolat elkészítésére, amit Firenzében végzett (1902). Lotz Károly tanítványa lett, képei, felfogása egy ideig Lotz hatását mutatják. Lotz közelsége, freskófestő hajlama indította arra is, hogy Fraknói Vilmos püspök római villájában egy falfestményt készítsen. Lotz halála után Székely Bertalan lett a mestere, de már csak félévig dolgozhatott. Súlyos, gyógyíthatatlan idegbetegséget kapott. Egy ideig egy berlini szanatóriumban kezelték, de nem bírt a kórral, amely utolsó három évét és életét is elrabolta. Halálát agyhűdés okozta. A Képzőművészeti Társulat kiállításain több ízben részt vett, leginkább portrékkal, amelyek gyöngéd dekoratív felfogást tükröznek. Egy nagyobb festménye, a "Krisztus", Münchenben, nemzetközi kiállításon, s a pécsi országos kiállításon szerepelt és figyelmet keltett. Pécsett bronzérmet kapott. Fejlődésének utolsó évei folyamán a modern művészek közül Böcklin művészete volt rokon festői felfogásával.